# Saint-Félix-de-l'Héras
Saint-Félix-de-l'Héras är en kommun i departementet Hérault i regionen Occitanien i södra Frankrike. Kommunen ligger i kantonen Le Caylar som tillhör arrondissementet Lodève. År 2022 hade Saint-Félix-de-l'Héras 32 invånare.

## Befolkningsutveckling
Antalet invånare i kommunen Saint-Félix-de-l'Héras
Referens:INSEE